# サイズ (フリゲート)
| USS Sides FFG-14 |                                                                           |
| 艦歴             |                                                                           |
| 発注:            | 1976年2月27日                                                             |
| 起工:            | 1978年8月7日                                                              |
| 進水:            | 1979年5月19日                                                             |
| 就役:            | 1981年5月30日                                                             |
| 退役:            | 2003年2月28日                                                             |
| 除籍:            | 2004年5月24日                                                             |
| その後:          |                                                                           |
| 要目             |                                                                           |
| 排水量           | 基準：3,159t                                                              |
| 排水量           | 満載：4,057t                                                              |
| 全長             | 445 ft (136 m)                                                            |
| 全幅             | 45.4 ft (13.8 m)                                                          |
| 吃水             | 22 ft (6.7 m)                                                             |
| 機関             | COGAG方式                                                                 |
| 機関             | LM2500-30 ガスタービンエンジン（20,500shp）×2基                           |
| 機関             | 可変ピッチプロペラ（5翔）×1軸                                             |
| 機関             | 非常用旋回式スラスター（350hp）×2基                                       |
| 最大速           | 29ノット以上                                                              |
| 航続距離         | 4,500海里（20ノット巡航時）                                               |
| 乗員             | 206名（士官13名）                                                         |
| 兵装             | Mk.75 76mm単装速射砲×1基                                                  |
| 兵装             | Mk.38 25mm単装機関砲×2基                                                  |
| 兵装             | Mk.15 20mm CIWS×1基                                                       |
| 兵装             | M2 12.7mm単装機銃×4基                                                     |
| 兵装             | Mk.13 Mod.4 ミサイル単装発射機×1基 *SM-1MR SAM *ハープーン SSM を発射可能 |
| 兵装             | Mk.32 Mod.7 3連装短魚雷発射管×2基                                         |
| 艦載機           | SH-2F シースプライト LAMPS ヘリコプター×1機 ※さらに1機搭載可能            |
| C4ISTAR          | NTDS（JTDS+リンク 11/14）                                                 |
| C4ISTAR          | Mk.92 FCS（SM-1MR、76mm砲用）                                             |
| C4ISTAR          | AN/SQQ-89 ASWCS                                                           |
| センサ           | AN/SPS-49対空捜索レーダー                                                 |
| センサ           | AN/SPS-55対水上捜索レーダー                                               |
| センサ           | AN/SQS-56船底装備ソナー                                                   |
| センサ           | AN/SQR-19曳航ソナー                                                       |
| 電子戦           | AN/SLQ-32(V)2 ESM装置                                                     |
| 電子戦           | Mk.36 デコイ発射装置                                                      |
| モットー:        |                                                                           |

サイズ (英語: USS Sides, FFG-14) は、アメリカ海軍のミサイルフリゲート。オリバー・ハザード・ペリー級ミサイルフリゲートの8番艦。艦名はジョン・H・サイズ提督に因む。

## 艦歴
サイズは1976年2月27日にFY76プログラムの一部としてカリフォルニア州サンペドロのトッド・パシフィック造船所に建造発注され、1978年8月7日に起工する。1979年5月19日に進水し、1981年5月30日に就役した。
イラン・イラク戦争時にはオペレーション・プレイング・マンティス（イランの機雷敷設作戦への対抗作戦）に参加し、ホルムズ海峡においてタンカーの護衛任務に従事した。また、1988年7月3日にミサイル巡洋艦ヴィンセンス (USS Vincennes, CG-49) がイラン航空655便を撃墜したとき、サイズはヴィンセンス隷下の水上戦闘グループに所属していた。
サイズは2003年2月28日に退役し、ワシントン州ブレマートンの予備役艦隊で保管される。
サイズは姉妹艦のジョージ・フィリップ (USS George Philip, FFG-12) と共に2006年にポルトガル海軍へ移管されると見られていたが、ポルトガル海軍はそれを取りやめ、代わりにオランダのカレル・ドールマン級フリゲート2隻を採用した。